# Бобрешов, Владимир Иванович
Влади́мир Ива́нович Бобрешо́в (14 апреля 1968, Воронеж, РСФСР, СССР) — советский и российский гребец-байдарочник, выступал за сборные СССР и России в конце 1980-х — начале 1990-х годов. Двукратный чемпион мира, победитель и призёр этапов Кубка мира, многократный чемпион национальных первенств, участник летних Олимпийских игр в Барселоне. Заслуженный мастер спорта СССР (1991).

## Биография
Владимир Бобрешов родился 14 апреля 1968 года в Воронеже. Активно заниматься греблей начал в раннем детстве, проходил подготовку в специализированной детско-юношеской спортивной школе под руководством тренера Ю. С. Суркова. Позже поступил в Волгоградский институт физической культуры, где продолжил тренироваться и участвовать в соревнованиях по гребному спорту. Первого серьёзного успеха на спортивном поприще добился в возрасте восемнадцати лет, когда впервые стал чемпионом СССР, выиграв гонку байдарок-четвёрок на дистанции 10000 м. В 1987 году добился того же результата на полукилометровой дистанции.
На чемпионате Советского Союза 1989 года выиграл золотые медали в двойках на 1000 м и четвёрках на 10000 м, кроме того, в этом сезоне побывал также на чемпионате мира в болгарском Пловдиве, где в тех же самых дисциплинах получил серебряную и золотую награды соответственно. Год спустя защитил титул национального чемпиона на десятикилометровой дистанции и съездил на мировое первенство в польскую Познань — в точности повторил здесь результат прошлого чемпионата мира. В 1991 году завоевал три золотые медали всесоюзного чемпионата, вместе с партнёрами по команде был лучшим в гонках K-2 500 м, K-2 1000 м, K-4 10000 м. За выдающиеся спортивные достижения удостоен почётного звания «Заслуженный мастер спорта СССР».
Благодаря череде удачных выступлений Бобрешов удостоился права защищать честь страны на летних Олимпийских играх 1992 года в Барселоне, пробился в состав объединённой сборной из спортсменов бывших советских республик. На четырёхместной байдарке, куда также вошли гребцы Олег Горобий, Вячеслав Кутузин и Сергей Кирсанов, участвовал в километровой гонке, но в итоге их экипаж дошёл только до стадии полуфиналов.
После окончательного распада СССР Владимир Бобрешов выступал за сборную России и выиграл ещё немало наград. Например, в 1993 году он получил бронзовую медаль на чемпионате мира в Копенгагене, занял третье место в заплыве байдарок-четвёрок на 10 км. Вскоре принял решение завершить карьеру профессионального спортсмена, уступив место в сборной молодым российским гребцам. В период 2000—2005 работал адвокатом в областной коллегии Волгограда, затем в 2005—2007 годах возглавлял отдел физической культуры и спорта Рузского муниципального района Московской области.